# Teatre Municipal (Banyoles)
El Teatre Municipal de Banyoles és una sala d'espectacles situada en el primer edifici del carrer Pere Alsius de Banyoles, a la vora de l'ajuntament. Va ser inaugurat el dia 10 d'abril de 1995. És l'únic espai de la comarca que ofereix una programació estable d'espectacles durant tot l'any, d'octubre a juny. Hi han actuat la companyia local Teiatròlics i Teatre Nu, entre d'altres.